# Nadsatnik
Nadsatnik ili stožerni satnik je vojni čin koji se koristi u oružanim snagama nekih zemalja. Nalazi se iznad čina satnika i ispod čina bojnika.

## Afganistan
U Afganistanskoj vojsci i policiji između činova turan (satnik) i jagran (bojnik) nalazi se čin jag turan (stožerni satnik). 
- Ramena oznaka čina stožernog satnika.

## Belgija
U belgijskim oružanim snagama i žandarmeriji koristi se čin Kapitein-commandant ispod čina Major (bojnik) i iznad čina Kapitein (satnik). 
- Oznaka čina Kapitein-commandant.

## Čehoslovačka
Između dva svjetska rata u Čehoslovačkoj vojsci se koristio čin štábní kapitán (stožerni satnik). Čin se nastavio koristiti nakon drugog svjetskog rata u Čehoslovačkoj narodnoj armiji sve do 1954. kada je ukinut.

## Nezavisna Država Hrvatska
U suvremenim oružanim snagama Republike Hrvatske ne postoji ovaj čin, ali je korišten u kopnenim i zračnim snagama Nezavisne Države Hrvatske tijekom drugog svjetskog rata.
- Ramena oznaka čina nadsatnika pomoćnih postrojbi Zrakoplovstva NDH
- Oznaka čina nadsatnika pomoćnih postrojbi Zrakoplovstva NDH za ovratnik.
- Oznaka čina nadsatnika kopnene vojske Domobranstva za ovratnik.
- Ramena oznaka čina nadsatnika oklopnih postrojbi Domobranstva.
- Rukavna oznaka čina nadsatnika Ustaške vojnice.
- Ramena oznaka čina nadsatnika kopnene vojske Hrvatskih oružanih snaga

## Jugoslavija
U oružanim snagama Kraljevine SHS/Jugoslavije ispod čina majora (bojnika) stajao je čin kapetan prve klase. Ispod njega je stajao čin kapetan druge klase. Svi su činovi bili preuzeti iz vojske Kraljevine Srbije. Nakon drugog svjetskog rata čin kapetana prve klase uveden je 1952. u oružane snage Socijalističke Federativne Republike Jugoslavije.
- Ramena oznaka čina kapetana prve klase kopnene vojske JNA.

## Narodna Republika Kina
U oružanim snagama Narodne Republike Kine koristio se čin da wei (nadsatnik, 大尉) od 1955. do 1965. kada je ukinut.
- Ramena oznaka čina nadsatnika Narodno-oslobodilačke armije Kine.
- Oznaka čina nadsatnika za ovratnik.

## Sjeverna Koreja
Sjevernokorejski čin Taewi (대위) se nalazi ispod čina Sojwa (bojnik, 소좌) a iznad čina Sangwi (natporučnik,  상위 ). U južnokorejskim oružanim snagama ovaj čin ne postoji.
- Ramena oznaka čina nadsatnika Korejske narodne armije.

## Njemačka
U suvremenim njemačkim oružanim snagama između činova Hauptmann (satnik) i Major (bojnik) nalazi se čin Stabshauptmann (stožerni satnik). Čin je uveden 1993. godine.   
- Ramena oznaka čina stožernog satnika kopnene vojske (Heer).
- Ramena oznaka čina stožernog satnika zračnih snaga (Luftwaffe).

## Srbija
U vojsci Kraljevine Srbije čin kapetan prve klase uveden je 1860. godine. Tijekom 20. stoljeća koristio se u oružanim snagama prve, druge, i treće Jugoslavije te Srbije i Crne Gore sve do njena raspada. U suvremenoj Vojsci Srbije čin kapetana prve klase ukinut je 2007. godine.
- Ramena oznaka čina kapetana prve klase kopnene Vojske Srbije i Crne Gore/Vojske Srbije.
- Ramena oznaka čina kapetana prve klase ratnog vazduhoplovstva i prootivvazdušne odbrane Vojske Srbije i Crne Gore/Vojske Srbije. .